# Brachoua
Had El Brachoua est une commune de la province de Khémisset (région administrative de Rabat-Salé-Kénitra) au Maroc. Lors du recensement de 2004, la commune avait une population totale de 12 371 personnes, réparties dans 2256 ménages.
Had El Brachoua portait le nom colonial de "La Jacqueline".
Le village est notable pour avoir mis en place un programme de permaculture.

## Sources